# クリストファー・キャスティール
クリストファー・キャスティール（Christopher Castile, 1980年6月15日 - ）は、アメリカ合衆国の俳優である。

## 出演作品

### テレビ
- ヘイ・アーノルド!（ユージーン）

### 映画
- ベートーベン（テッド・ニュートン）
- ベートーベン2（テッド・ニュートン）